# Couëtron
Le Couëtron, ou Couétron, est un cours d'eau français qui coule dans les départements de Loir-et-Cher et de la Sarthe. C'est un affluent de la Braye en rive gauche et donc un sous-affluent de la Loire.

## Géographie
Le Couëtron présente une longueur de 16,9 kilomètres. Il prend sa source dans la commune de La Fontenelle, près du lieu-dit La Bruyère à une altitude de 185 m, s'écoule vers l'ouest et se jette dans la Braye, en limites des communes des Couëtron-au-Perche et de Valennes, à une altitude de 106 m.

### Communes traversées
Le Couëtron traverse 4 communes, soit de l'amont vers l'aval : La Fontenelle, Le Plessis-Dorin, Couëtron-au-Perche,  Valennes.

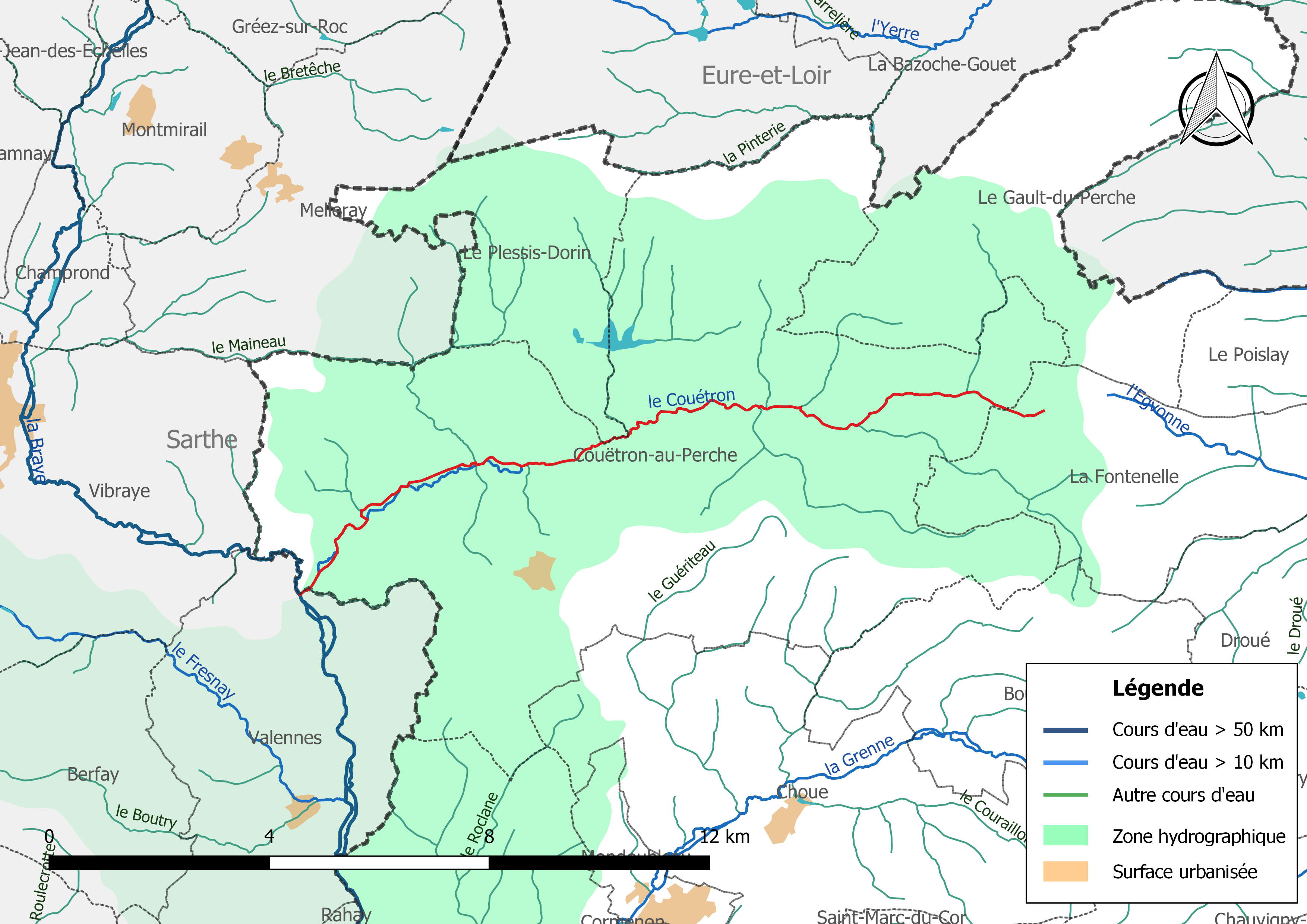
Cours d'eau le Couëtron et son bassin versant.

Les bassins hydrographiques sont découpés dans le référentiel national BD Carthage en éléments de plus en plus fins, emboîtés selon quatre niveaux : régions hydrographiques, secteurs, sous-secteurs et zones hydrographiques. Le bassin versant de le Couëtron s'insère dans la zone hydrographique « La Braye du Couëtron (C) à la Grenne (Nc)  », au sein du bassin DCE plus large « La Loire, les cours d'eau côtiers vendéens et bretons ».

## Hydrologie
Comparé aux autres cours d'eau du bassin du Loir, le Couëtron est une rivière moyennement abondante, bénéficiant du climat un peu plus humide qui règne dans la région sud du Perche. Son débit a été observé sur une période de 32 ans (1970-2002), à Souday, localité toute proche de son confluent avec la Braye, affluent du Loir. La surface de bassin ainsi étudiée est de 85 km2, soit la presque totalité du bassin versant de la rivière.
Le module de la rivière à Souday est de 0,514 m3/s.
Le Couëtron présente des fluctuations saisonnières de débit assez marquées, avec une période de hautes eaux d'hiver portant le débit mensuel moyen à un niveau situé entre 0,87 et 1,15 m3/s, de décembre à mars inclus (avec un maximum en janvier-février). Dès fin mars le débit diminue progressivement pour aboutir à la période des basses eaux qui se déroule de juin à septembre, avec une baisse du débit moyen mensuel allant jusqu'à 0,124 m3/s au mois d'août, ce qui reste assez confortable pour un aussi petit cours d'eau. Cependant les fluctuations de débit peuvent être plus importantes d'après les années et sur des périodes plus courtes.
À l'étiage le VCN3 peut chuter jusque 0,057 m3/s, en cas de période quinquennale sèche,
soit 57 litres par seconde, ce qui n'est pas trop sévère, et normal comparé à
la moyenne des cours d'eau du bassin du Loir.
Les crues peuvent être importantes compte tenu de la petitesse du bassin versant. Les QIX 2 et QIX 5 valent respectivement 12 et 18 m3/s. Le QIX 10 est de 22 m3/s, le QIX 20 de 26 m3/s, tandis que le QIX 50 se monte à 31 m3/s.
Le débit instantané maximal enregistré à Souday durant cette période, a été de 26,3 m3/s le 22 janvier 1995, tandis que le débit journalier maximal enregistré était de 17,7 m3/s le même jour. En comparant la première de ces valeurs à l'échelle des QIX de la rivière, il apparaît que cette crue était d'ordre vicennal, et donc destinée à se reproduire avec une fréquence certaine.
Il peut être intéressant de comparer les QIX 2, QIX 10 et QIX 20 du Couëtron à ceux de l'Yvette, affluent de la rive gauche de l'Orge, coulant en amont de Paris, possédant un bassin trois fois plus vaste, et ayant produit quelques désastreuses inondations ces dernières décennies. Alors que le QIX 2 du Couëtron se monte à 12 m3/s, celui de l'Yvette en vaut 9,4. Quant au QIX 10, celui du Couëtron étant de 22 m3/s, il est de 15 m3/s pour l'Yvette. Enfin tandis le QIX 20 du Couëtron se monte à 26 m3/s, celui de l'Yvette n'atteint que 17 m3/s. On doit en conclure que les crues du Couëtron proportionnellement sont au moins quatre fois plus importantes que celles de l'Yvette, rivière présentant cependant des risques sérieux.
Le Couëtron est une rivière moyennement abondante. La lame d'eau écoulée dans son bassin versant est de 192 millimètres annuellement, ce qui est nettement inférieur à la moyenne du bassin de la Loire (244 millimètres), mais beaucoup plus élevé que la moyenne du bassin du Loir (129 millimètres). Le débit spécifique (ou Qsp) de la rivière atteint 6,1 litres par seconde et par kilomètre carré de bassin.

## Patrimoine - Curiosités - Tourisme
Quoique enclavée bien loin des grands centres, la région du Couëtron n'en est pas moins détentrice d'un riche patrimoine architectural tant civil que religieux, et notamment de châteaux et de très anciennes églises. À cela s'ajoutent les paysages verdoyants des collines du Perche et la forêt de Montmirail toute proche.
- La Fontenelle, et son château du XIXe siècle, son église Saint-Loup-et-Saint-Gilles romane du XIIe siècle, dotée d'un riche mobilier (retable en bois du XVIIe et fonts baptismaux du XVIe siècle).
- Arville possède une Commanderie de l'ordre du Temple bien restaurée. L'église Notre-Dame du XIIe siècle est l'ancienne chapelle des Templiers. Centre d'histoire de la Chevalerie. Pêche et sentiers de randonnée dans une campagne verdoyante. Collines du Perche.
- Oigny et son église notre-Dame du XIIe siècle.
- Le Plessis-Dorin, avec son église Saint-Jean-Baptiste des XIIe et XVe siècles ornée de grandes peintures du XVIIIe. La forêt de Montmirail est présente. Sentiers de randonnée, chasse et pêche, baignades et canoë-kayak dans le Couëtron. Camping et centre de loisirs.
- Souday bourgade possédant deux châteaux : Le château de Glatigny date du XVIe et sa chapelle du XVIIIe. Le château de La Cour du XIVe a été remanié au XIXe. Église Saint-Pierre, partiellement préromane du IXe siècle, et romane du XIe, remaniée aux XVIIe et XIXe siècles, ornée de fresques de la fin du XIIe siècle. Plan d'eau. Pêche, centre équestre, poney-club, gîtes ruraux et chambres d'hôtes...

## Pêche et peuplements piscicoles
Sur le plan piscicole, le Couëtron est classé en première catégorie piscicole. L'espèce biologique dominante est constituée essentiellement de salmonidés (truite, omble chevalier, ombre commun, huchon). 

### Réserve biologique
Un cours d’eau est considéré comme réserve biologique lorsqu'il comprend une ou plusieurs zones de reproduction ou d’habitat des espèces de phytoplanctons, de macrophytes et de phytobenthos, de faune benthique invertébrée et l’ichtyofaune, et permet leur répartition dans un ou plusieurs cours d’eau du bassin versant. Les réservoirs biologiques, nécessaires au maintien ou à l’atteinte du bon état écologique des cours d’eau, correspondent donc :
- à un tronçon de cours d’eau ou annexe hydraulique qui va jouer le rôle de pépinière, de « fournisseur » d’espèces susceptibles de coloniser une zone naturellement ou artificiellement appauvrie (réensemencement du milieu) ;
- à des aires où les espèces peuvent accéder à l’ensemble des habitats naturels nécessaires à l’accomplissement des principales phases de leur cycle biologique (reproduction, abri-repos, croissance, alimentation).

Dans le cadre des travaux préparatoires à l'élaboration de ce classement au sein du SDAGE Loire-Bretagne, le Couëtron et ses affluents, depuis la source jusqu'à sa confluence avec la Braye, sont répertoriés comme réserve biologique, sous l'identifiant RESBIO_377. L'espèce présente est la truite fario.

## Qualité des eaux

### État des masses d'eau et objectifs
Issu de la Directive cadre européenne sur l’eau (DCE) du 23 octobre 2000, le découpage en masses d’eau permet d'utiliser un référentiel élémentaire unique employé par tous les pays membres de l'Union européenne. Une masse d'eau de surface est une partie distincte et significative des eaux de surface, telles qu'un lac, un réservoir, une rivière, un fleuve ou un canal, une partie de rivière, de fleuve ou de canal, une eau de transition ou une portion d’eaux côtières. Pour les cours d’eau, la délimitation des masses d’eau est basée principalement sur la taille du cours d’eau et la notion d’hydro-écorégion. Ces masses d’eau servent ainsi d’unité d’évaluation de l’état des eaux dans le cadre de la directive européenne. Le Couëtron fait partie de la masse d'eau codifiée FRGR0499 et dénommée « Le Couëtron et ses affluents, depuis la source jusqu'à la confluence avec la Braye ».
Le schéma directeur d'aménagement et de gestion des eaux (Sdage) Loire-Bretagne est un document de planification dans le domaine de l’eau. Il définit, pour une période de six ans les grandes orientations pour une gestion équilibrée de la ressource en eau ainsi que les objectifs de qualité et de quantité des eaux à atteindre dans le bassin Loire-Bretagne. L'état des lieux 2013 défini dans la SDAGE 2016 – 2021 et les objectifs à atteindre pour cette masse d'eau sont les suivants,, :
| Code masse d'eau | Libellé masse d'eau                                                                | État écologique 2013 des cours d'eau | État écologique 2013 des cours d'eau | État écologique 2013 des cours d'eau | État écologique 2013 des cours d'eau | Objectifs                  | Objectifs                  | Objectifs                | Objectifs                | Objectifs              | Objectifs              |
| Code masse d'eau | Libellé masse d'eau                                                                | État écologique                      | État biologique                      | État physico-chimie générale         | État Polluants spécifiques           | Objectif d'état écologique | Objectif d'état écologique | Objectif d'état chimique | Objectif d'état chimique | Objectif d'état global | Objectif d'état global |
| ---------------- | ---------------------------------------------------------------------------------- | ------------------------------------ | ------------------------------------ | ------------------------------------ | ------------------------------------ | -------------------------- | -------------------------- | ------------------------ | ------------------------ | ---------------------- | ---------------------- |
| FRGR0499         | Le Couëtron et ses affluents, depuis la source jusqu'à la confluence avec la Braye | Bon état                             | Bon état                             | Bon état                             | Bon état                             | Bon état                   | 2021                       | Bon état                 | ND                       | Bon état               | 2021                   |

### Continuité écologique
Le Couëtron et ses cours d'eau affluents, de la source jusqu'à la confluence avec la Braye, sont classés dans la liste 1 au titre de l'article L. 214-17 du code de l'environnement sur le Bassin Loire-Bretagne. Du fait de ce classement, aucune autorisation ou concession ne peut être accordée pour la construction de nouveaux ouvrages s'ils constituent un obstacle à la continuité écologique et le renouvellement de la concession ou de l'autorisation des ouvrages existants est subordonné à des prescriptions permettant de maintenir le très bon état écologique des eaux.  Par ailleurs le Couëtron, de la source jusqu'à la confluence avec la Braye,est classé dans la liste 2 au titre de l'article L. 214-17 du code de l'environnement sur le Bassin Loire-Bretagne, qui induit que tout ouvrage doit être géré, entretenu et équipé selon des règles définies par l'autorité administrative, en concertation avec le propriétaire ou, à défaut, l'exploitant .

## Gouvernance

### Échelle du bassin
En France, la gestion de l’eau, soumise à une législation nationale et à des directives européennes, se décline par bassin hydrographique, au nombre de sept en France métropolitaine, échelle cohérente écologiquement et adaptée à une gestion des ressources en eau. Le Couëtron est sur le territoire du bassin Loire-Bretagne et l'organisme de gestion à l'échelle du bassin est l'agence de l'eau Loire-Bretagne.